# Bun inferior
Bunurile inferioare sunt denumite în cadrul teoriei bugetare din domeniul microeconomiei, bunuri care sunt cerute mai puțin atunci când venitul crește. Este vorba, deci despre bunuri de o calitate îndoielnică. 
Se poate face deosebirea între:

- bunuri inferioare relativ cu o elasticitate a venitului între 0 și 1, și
- bunuri inferioare absolut cu o elasticitate a venitului mai mică decât 0

La bunurile superioare elasticitatea venitului este mai mare decât 1.
Vezi și: Elasticitate (economie)

## Exemple
1. Dintr-un venit lunar de 1000 de euro, într-o lună se consumă orez în valoare de 30 de euro. După ce venitul crește la 2000 de euro pe lună se vor consuma mai multe legume, iar consumul de orez scade la 20 de euro pe lună. Orezul este în acest exemplu un bun inferior absolut, deoarece este înlocuit cu produse mai valoroase.
2. Dintr-un venit lunar de 1000 de euro, într-o lună se consumă cartofi în valoare de 30 de euro. După ce venitul crește la 2000 de euro pe lună se vor cumpăra cartofi în valoare de 45 de euro. Venitul a crescut, deci în procent de 100%, iar cheltuielile pentru cartofi au crescut doar în procent de 50 %. Cartofii sunt în acest exemplu un bun inferior relativ, deoarece creșterea procentuală a cheltuielilor pentru cartofi este mai redusă în comparație cu creșterea procentuală a venitului.